# 泰努瓦斯河畔圣波勒站
泰努瓦斯河畔圣波勒站是法国的一个铁路车站，位于法国北部城市泰努瓦斯河畔圣波勒。

## 位置
泰努瓦斯河畔圣波勒站位于泰努瓦斯河畔圣波勒市区的东南部。车站大致呈东西走向，开口朝北。

## 站名
因泰努瓦斯河畔圣波勒站的站名较长，因此该站有时也可简称为"圣波勒站"。但事实上，在法国境内还有多个以"Saint-Pol"开头命名的火车站，因此在某些时候需要注意区分。

## 停靠线路
以下列车线路在泰努瓦斯河畔圣波勒站停靠：
| 泰努瓦斯河畔圣波勒站列车线路表 （页面存档备份，存于） |              |               |          |              |
| 线路                                                  | 车种         | 上一站        | 下一站   | 大致运行频率 |
| 里尔—圣波勒                                           | 法国大区列车 | 佩尔讷-康布兰 | （终点） | 每天2~5趟    |
| 里尔—滨海布洛涅                                       | 法国大区列车 | 佩尔讷-康布兰 | 埃丹     | 每天1趟      |
| 阿拉斯—滨海布洛涅                                     | 法国大区列车 | 唐克          | 昂万     | 每天2~5趟    |
| 阿拉斯—圣波勒                                         | 法国大区列车 | 唐克          | （终点） | 每天1~3趟    |
| 圣波勒—滨海布洛涅                                     | 法国大区列车 | （起点）      | 昂万     | 每天1~2趟    |
| 1. 2.                                                 |              |               |          |              |

## 配套交通

### 长途客车
| 停靠泰努瓦斯河畔圣波勒站的大巴车 |                          |                                                                              |
| 上下车地点                       | 运营单位                 | 主要目的地                                                                   |
| 圣波勒站前广场                   | 加来海峡省城际客运 Oscar | 西比维尔、埃丹、杜朗、布律埃拉比西埃                                         |
| 圣波勒站前广场                   | SNCF                     | 贝蒂讷（当某条铁路线施工或罢工时，SNCF可能会提供途径该线路沿途站点的大巴车） |
| 1. 2. 3.                         |                          |                                                                              |

### 市内交通
圣波勒-特尔努瓦斯站附近暂无城市公共交通线路。

## 临近车站
| 泰努瓦斯河畔圣波勒站（Gare de Saint-Pol-sur-Ternoise） |                      |          |
| 上行车站                                               | 线路                 | 下行车站 |
| 佩尔勒-康布兰站                                        | 里尔－阿布维尔铁路   | （终点） |
| 唐克站                                                 | 阿拉斯－圣波勒铁路   | （终点） |
| （起点）                                               | 圣波勒－埃塔普勒铁路 | 昂万站   |
| - 本表仅显示运营中的线路及车站 1.                      |                      |          |